# Vintilă de Valachie
Vintilă de Valachie est un éphémère prince de Valachie en 1574.

## Origine
Vintilă est le fils aîné de Pătrașcu cel Bun, il exerce la fonction de « Vornic » à la cour de Valachie

## Règne
À la suite de sa victoire de Jiliste le 14 avril 1574, Ioan II Voda de  Moldavie donne l'ordre au grand vornic Dumbravă d'entrer en Valachie et d'en chasser Alexandru II Mircea qui est le frère de son ennemi Pierre V Șchiopul.
Ioan II Vodă, décide de donner le trône à un des prétendant locaux Vintilă. Ce dernier ne peut se maintenir que pendant quelques jours du 21 avril au 3 mai 1574. À cette date il est déposé par quatre nobles au service de son prédécesseur: le « Vornic » (Justicier) Dragomir, le « Comis » (Ecuyer) Mitrea, le « Pahamic » (Echanson) Bradu et le « Pârcãlab » (Châtelain) Ioan qui rassemblent une petite armée et écrasent le détachement Moldave.
La nouvelle de l'exécution Vintilă est rapportée le 6 mai suivant au prince de Transylvanie Étienne Báthory